# Constantin Alexandru
Constantin Alexandru (Constanza, 15 de diciembre de 1953-10 de agosto de 2014) fue un deportista rumano especialista en lucha grecorromana donde llegó a ser subcampeón olímpico en Moscú 1980.

## Carrera deportiva
En los Juegos Olímpicos de 1980 celebrados en Moscú ganó la medalla de plata en lucha grecorromana de pesos de hasta 48 kg, tras el luchador soviético Zhaqsylyq Üshkempirov (oro) y por delante del húngaro Ferenc Seres (bronce).